# Petrov (Adiguesia)
Petrov (del ruso: Петров) es un jútor del raión de Teuchezh en la república de Adiguesia de Rusia. Está situado 11 km al este de Ponezhukái y 60 km al noroeste de Maikop, la capital de la república. Tenía 289 habitantes en 2010
Pertenece al municipio Gabukáiskoye.